# Lago Auksi
Il lago Auksi (in estone: Auksi järv) è un lago situato nei pressi di Saarepeedi (in località Auksi).